# 给水排水工程

## 定义
给水排水工程由给水工程、排水工程、建筑给水排水工程组成。

## 研究内容
给水工程包括取水工程、输水及配水工程、水处理工程等。
排水工程主要研究污废水及雨水的收集、处理及排放等。